# Pogudin
Pogudin je priimek več oseb:
- Oleg Evgenevič Pogudin, ruski igralec in pevec
- Vasilij Ivanovič Pogudin, sovjetski general